# Tigre (Argentinien)

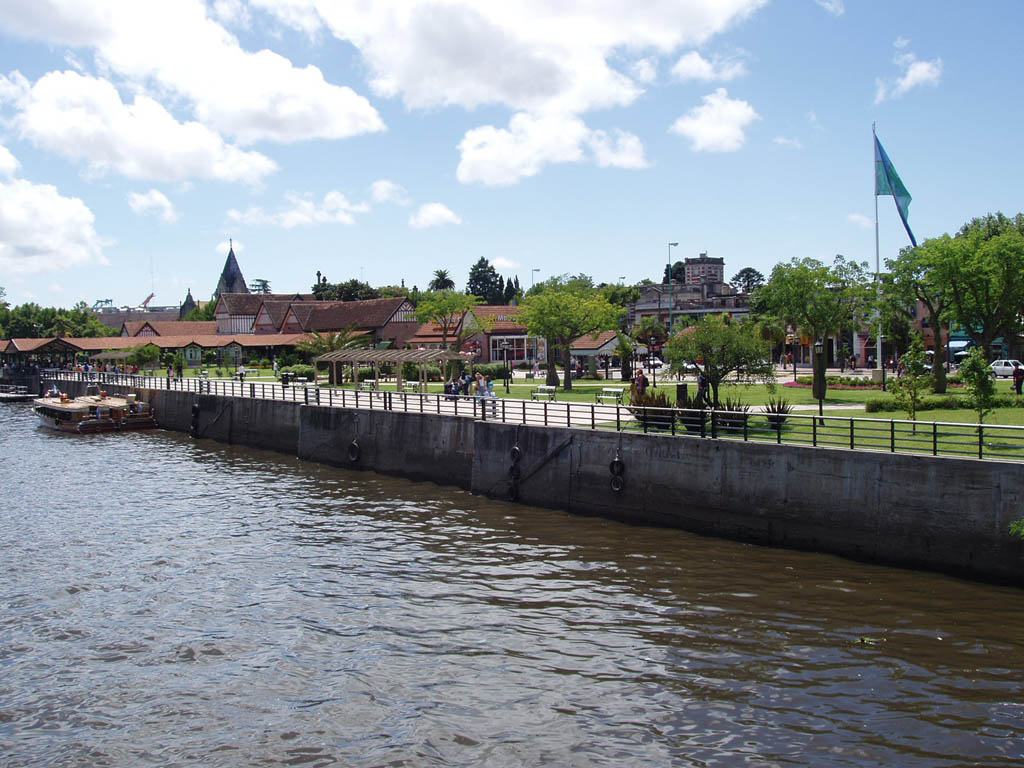
Blick auf den Hafen von Tigre

Tigre ist eine Stadt im östlichen Argentinien, gelegen am nordwestlichen Rand des Ballungsraums der Hauptstadt Buenos Aires (Gran Buenos Aires) am Río Luján nahe dessen Mündung in den Río de la Plata. Sie ist Hauptstadt des Partido de Tigre. 
Der Name wird sowohl für die Stadt selbst als auch für das gesamte Partido (vergleichbar mit einem Landkreis) verwendet. Der Name beruht auf einem Missverständnis: Tiger haben nie in Argentinien gelebt, sondern Jaguare. Diese wurden irrtümlich für Tiger gehalten und gaben so Stadt und Delta ihren Namen. Die Stadt selbst, die im Nordosten des Partidos liegt, hat dabei etwa hunderttausend Einwohner, das Partido Tigre dagegen 296.189 Einwohner (2001). Zum Partido gehört neben Tigre hauptsächlich die industriell geprägte Stadt General Pacheco, in der unter anderem die argentinische Niederlassung von Volkswagen und Ford ihren Sitz hat, sowie die Wohnvororte Don Torcuato und El Talar.

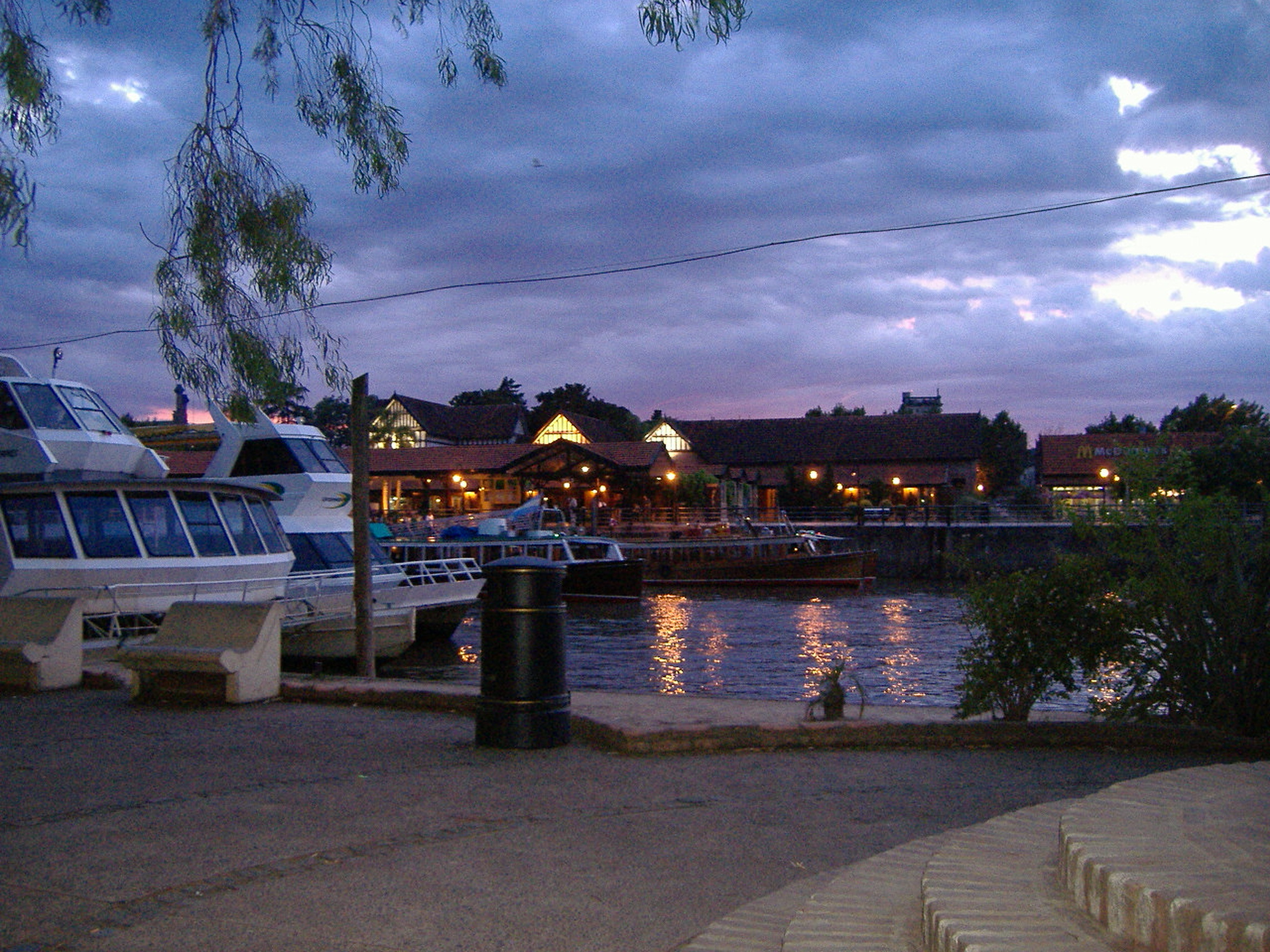
Sonnenaufgang

Tigre grenzt direkt an das Delta des Río Paraná, der etwa zehn Kilometer von der Stadt entfernt in den Río de la Plata mündet. Dieser Umstand hat Tigre zu einem beliebten Naherholungsgebiet für die Einwohner von Buenos Aires gemacht. Auf den Inseln des Deltas befinden sich zahlreiche Clubs, Sportanlagen und Restaurants. Weiterhin hat Tigre einen bekannten Markt, unter anderem für Möbel und lebende Tiere, sowie einen Vergnügungspark, den Parque de la Costa.
In den Außenbezirken der Stadt haben sich seit den 1980er Jahren mehrere Country Clubs angesiedelt, einige davon weisen künstliche Seen und Hügel auf. Als Folge ist inzwischen ein Großteil des früher ländlich geprägten Partidos durchgängig bebaut.
In Tigre starb Diego Maradona (1960–2020), Fußballspieler und -trainer.

## Söhne und Töchter der Stadt
- Jaime Sarlanga (1916–1966), Fußballspieler und -trainer
- Antonio Ubaldo Rattín (* 1937), Fußballspieler
- Carlos Galván (1940–2014), Bandoneonist
- Juan Francisco Zanassi (1947–2022), Ruderer
- Juan Pablo Fernández (* 1988), Handballspieler
- Federico Gastón Fernández (* 1989), Handballspieler
- Ezequiel Casco (* 1993), Rollstuhltennisspieler